# Climacteris rufus
Climacteris rufus là một loài chim trong họ Climacteridae.